# Alexandra Bertalan-Păcuraru

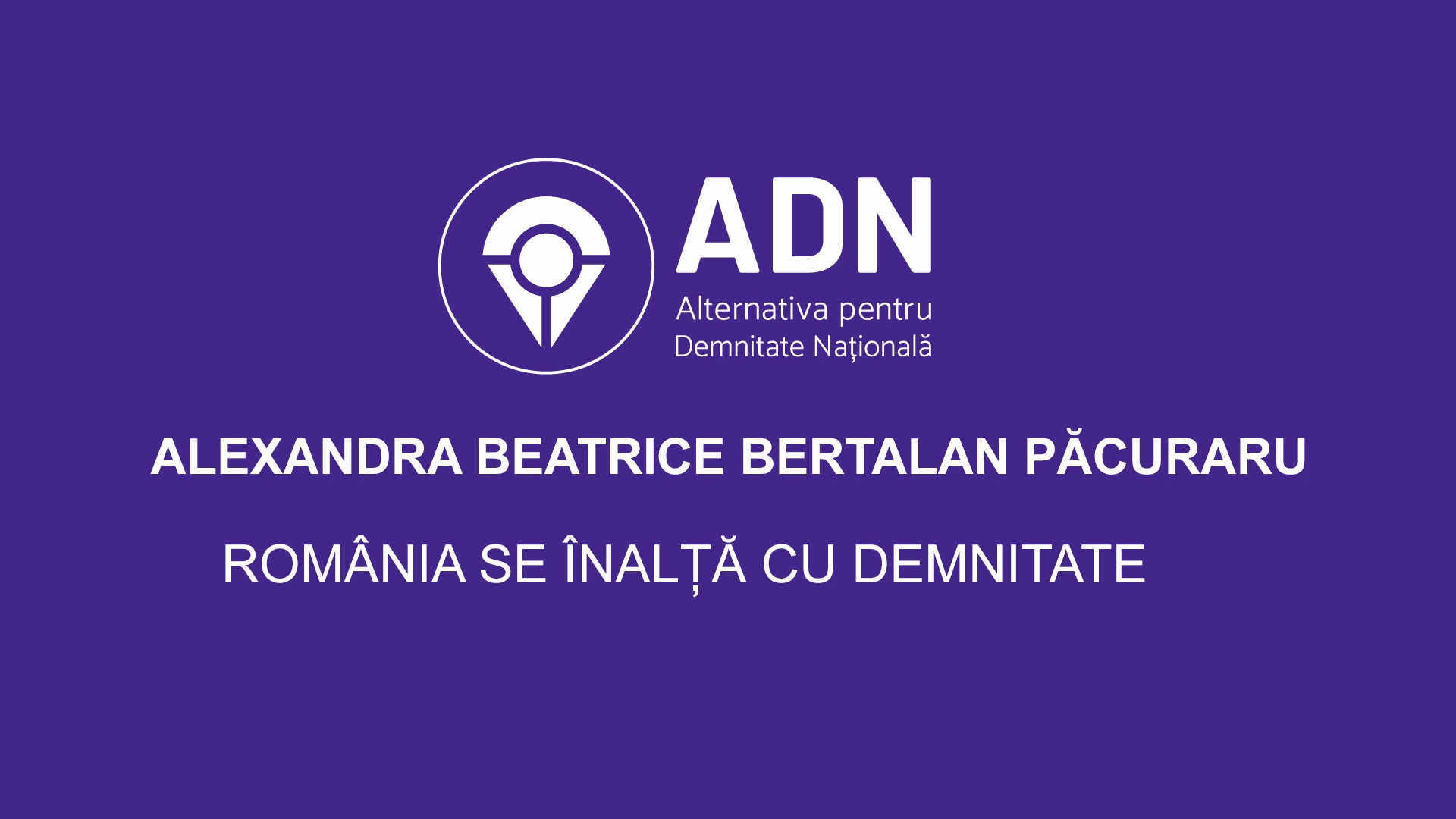
Logo der Präsidentschaftskampagne 2024

Alexandra-Beatrice Bertalan-Păcuraru (* 30. Juni 1987 in Galați) ist eine rumänische Fernsehmoderatorin und Politikerin (ADN).

## Leben und Ausbildung
Bertalan-Păcuraru besuchte die American International School of Bucharest und die Star Valley High School in Wyoming, USA. Nach ihrem Abitur studierte sie Kunst an der Universität "Media"  sowie Fremdsprachen und Literatur an der Christlichen Universität Dimitrie Cantemir in Bukarest. Danach absolvierte sie ein Masterstudium in Nationaler Sicherheit am Nationalen Verteidigungskolleg des rumänischen Verteidigungsministeriums. Anschließend machte Bertalan-Păcuraru eine diplomatische Ausbildung am Rumänischen Diplomatischen Institut und erwarb ein Grundzertifikat in Mandarin von der Chinesischen Sprachakademie in Shanghai.

## Berufliche Laufbahn
Alexandra Bertalan-Păcuraru begann ihre Karriere 2009 bei TVR2 als Fernsehmoderatorin. 2014 wechselte sie zu Realitatea TV, wo sie über ein Jahrzehnt lang tätig war. Dort moderierte sie Prime-Time-Shows sowie die Sendung „Caravana România Suverană“. Neben ihrer Tätigkeit als Moderatorin engagierte sie sich politisch. 2018 wurde sie Mitglied der Alternativa pentru Demnitate Națională. 2024 trat sie als Kandidatin ihrer Partei bei der rumänischen Präsidentschaftswahl an.

## Privates
Alexandra Bertalan-Păcuraru ist verheiratet und Mutter von fünf Kindern.